# 海蘭鎮區 (密歇根州奧西歐拉縣)
海蘭鎮區（英語：Highland Township）是位於美國密歇根州奧西歐拉縣的一個行政鎮區。

## 地方資料
海蘭鎮區的面積為96.80平方千米，當中陸地面積為96.70平方千米，而水域面積為0.10平方千米。根據2020年美國人口普查的數據，當地共有人口1148人，而人口密度為每平方千米11.86人。